# William Müller (Architekt)

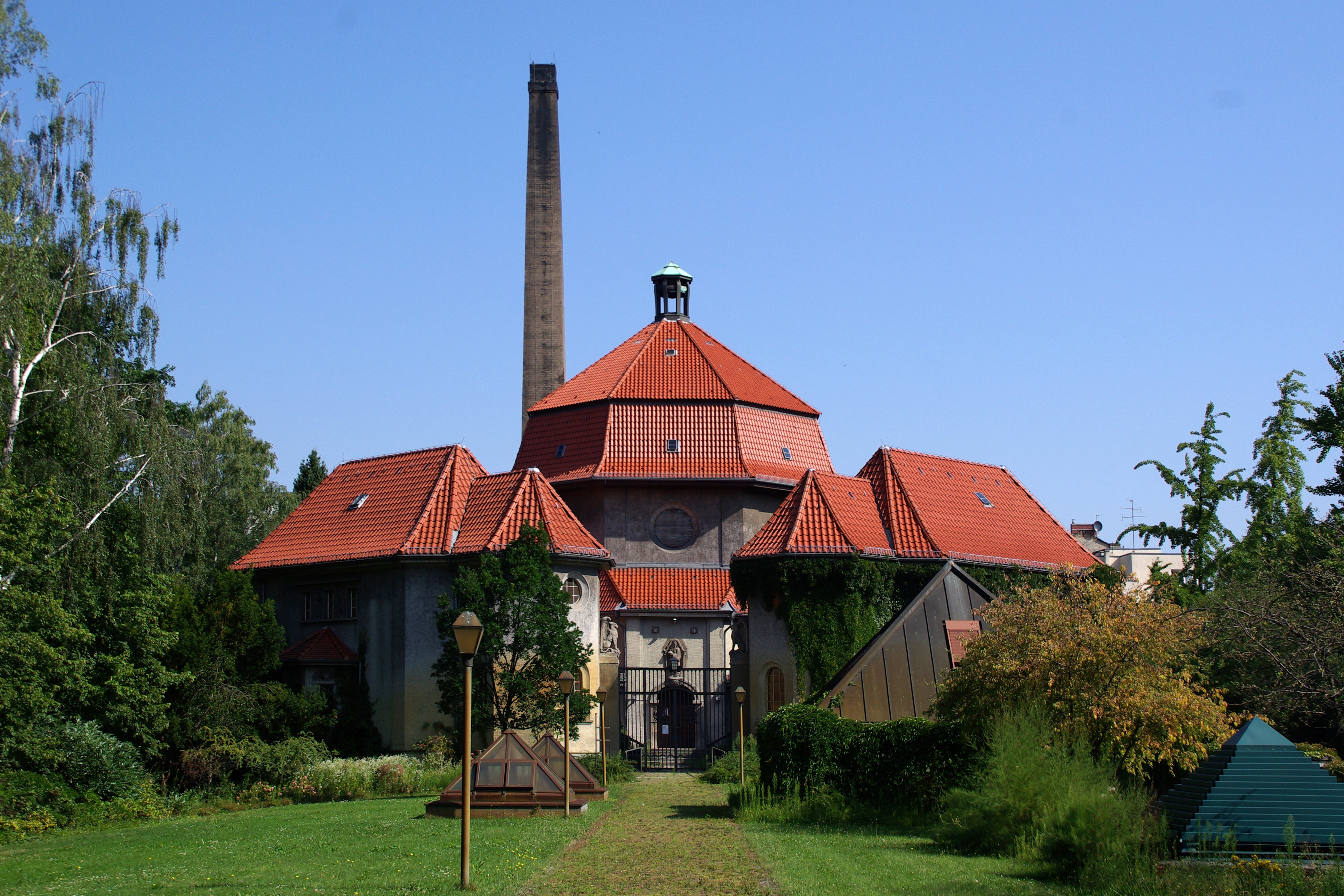
Krematorium in Berlin-Wedding

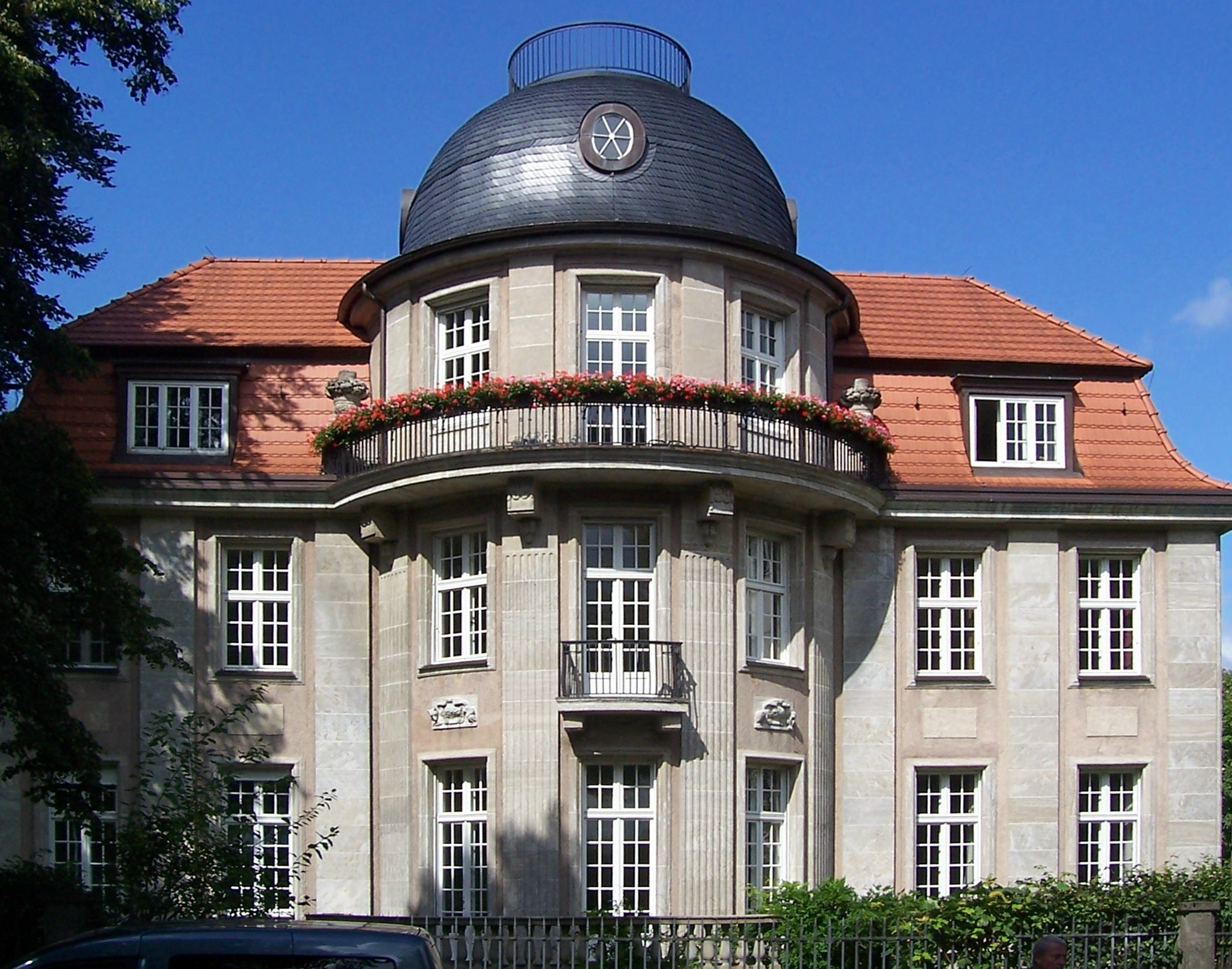
Villa Troplowitz in Hamburg, Alsterseite

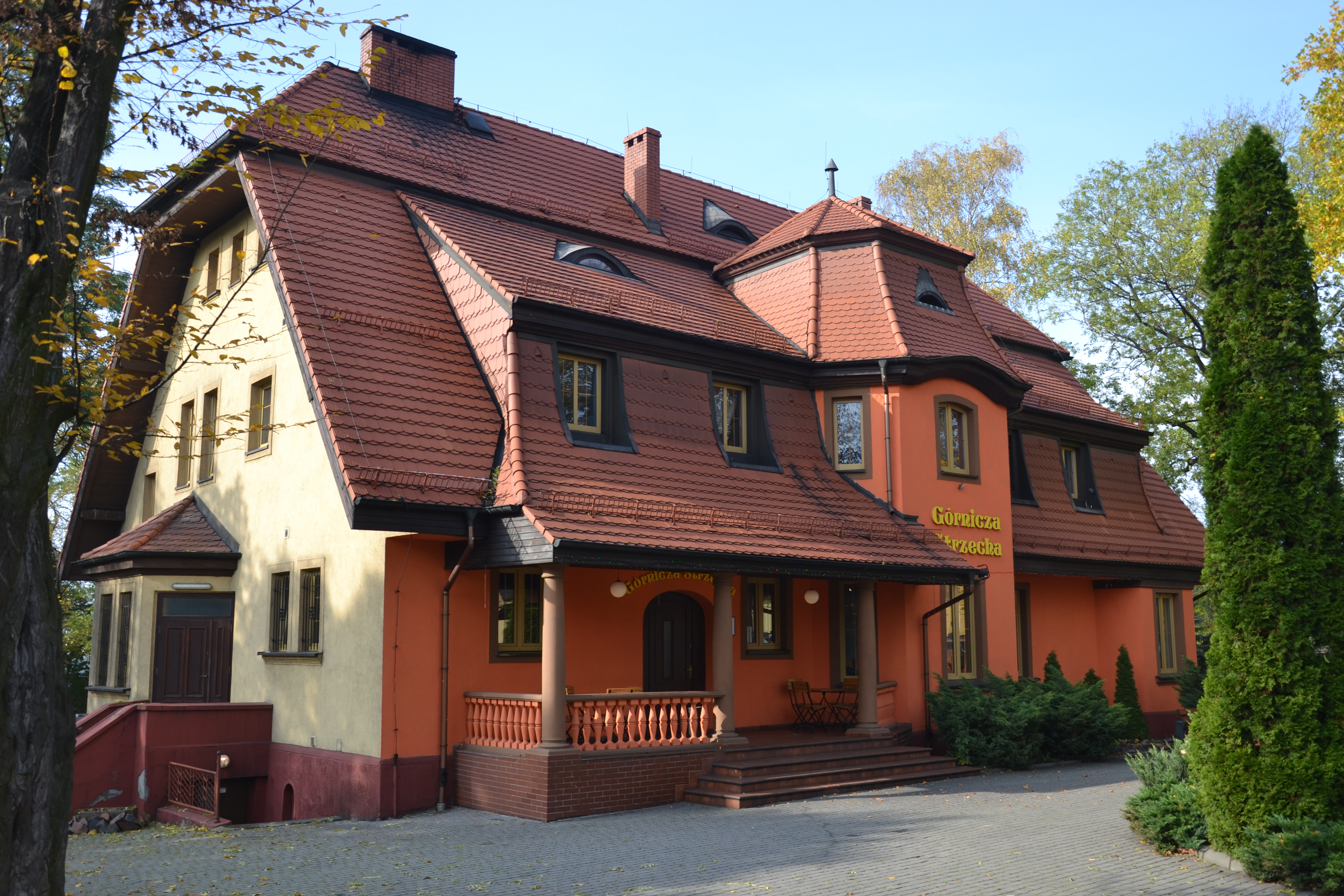
Landhaus für Generaldirektor Wachsmann auf Emmagrube (Oberschlesien)

William Müller (* 31. Oktober 1871 in Großenhain; † 12. Februar 1913 in Braunlage) war ein deutscher Architekt.

## Leben
Müller studierte an der Unterrichtsanstalt des Kunstgewerbemuseums Berlin als Schüler von Alfred Messel und arbeitete auch als Mitarbeiter von Otto Rieth und Ludwig Hoffmann. Bei letzterem lernte er den Architekten und später bedeutenden Städtebauer Hermann Jansen kennen, mit dem er 1898 ein gemeinsames Architekturbüro "Jansen und Müller" gründete. Zahlreiche der folgenden Projekte bearbeiteten die beiden gemeinsam. 
1901/1902 nahm Müller am Wettbewerb für das Hamburger Bismarck-Denkmal teil, bei dem er – noch vor seinem ehemaligen Chef Otto Rieth – einen zweiten Platz erreichte. Müllers Entwurf zeigte einen ruhenden Löwen als Abschluss eines massiven Aussichtsturms und wurde als Modell auf der Weltausstellung St. Louis 1904 gezeigt.
Ab 1904 war Müller Mitherausgeber der Zeitschrift Der Baumeister und lehrte an der Kunstgewerbe- und Handwerkerschule in Berlin-Charlottenburg. Ferner schloss er sich mit den Architekten Johann Emil Schaudt und Max Salzmann sowie Malern und Bildhauern zur Neuen Gruppe Berlin zusammen, die im gleichen Jahr eine aufwendige Kunstausstellung veranstaltete.
1906, ein Jahr nach der Übernahme des Deutschen Theaters (DT) in Berlin durch Max Reinhardt, baute Müller in dessen Auftrag die Kammerspiele im neoklassizistischen Stil als weitere Spielstätte. In der Lobby hing Edvard Munchs Lebensfries. 1908/1909 entstand in Hamburg die Villa Agnesstraße 1 für den Unternehmer Oscar Troplowitz. Im Jahr 1909 beteiligte sich Müller an einem Einladungs-Wettbewerb für den Neubau des Stadttheaters Bremerhaven. Die anderen Teilnehmer waren Max Littmann, Martin Dülfer und Oskar Kaufmann, der den Bau schließlich ausführte.
Von 1909 bis 1910 erbaute Müller das erste Berliner Krematorium auf dem Urnenfriedhof Gerichtstraße im Stadtteil Wedding mit Feierhalle, Aufbahrungsräumen und Kolumbarium. Zentrum der Anlage ist ein mächtiger achteckiger Zentralbau im neoklassizistischen Stil. Im Säulengang neben dem Eingang zur Feierhalle befand sich Müllers eigene Grabstelle.
1913–1915 erweiterte Hermann Jansen, der vormalige Büropartner Müllers, nach dessen unerwartet frühen Tod das Krematorium um Flügelbauten und rückwärtige Wirtschaftsgebäude.

Grabmal/Grabstelle William Müller am Krematorium Berlin-Wedding
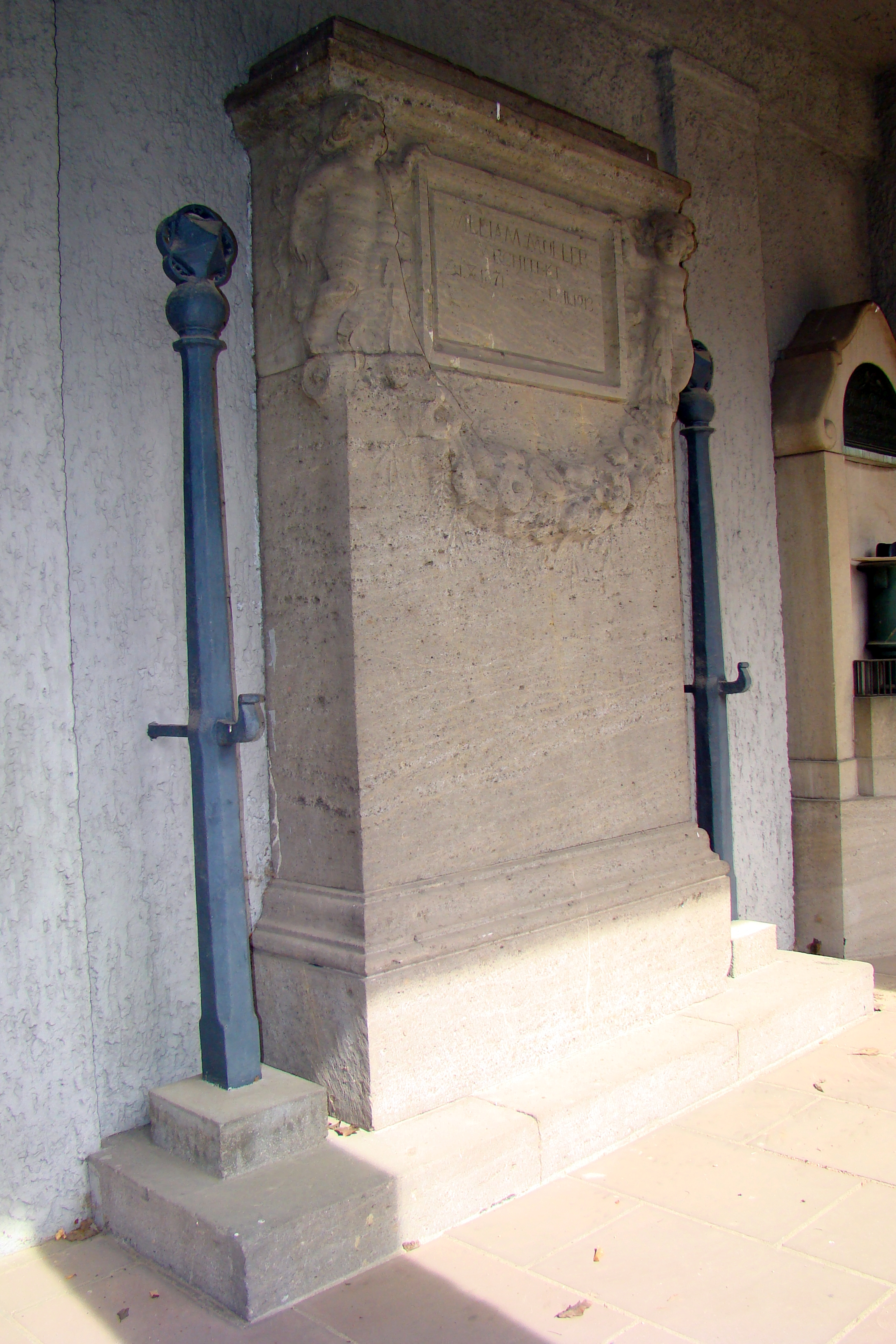
26. April 2009
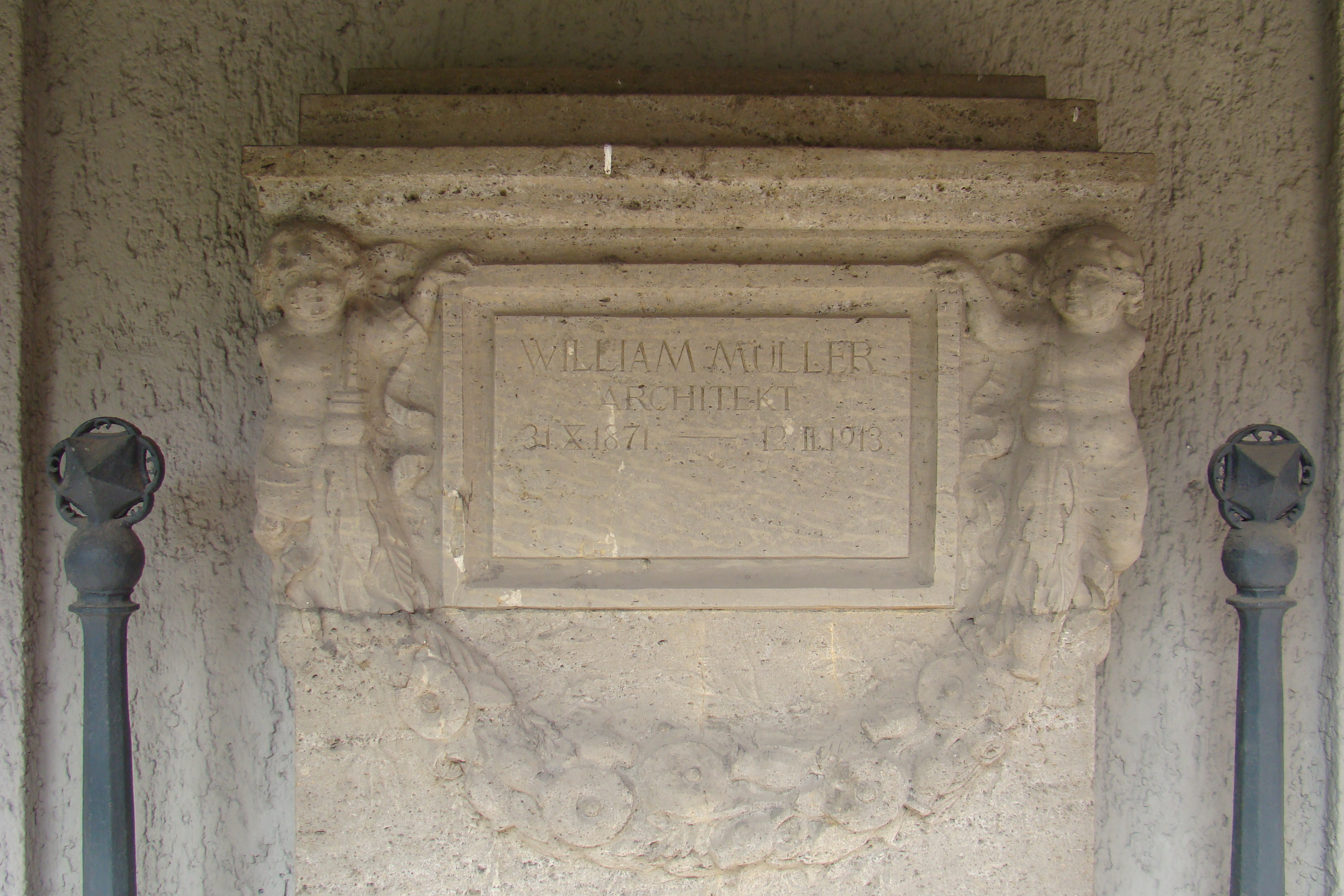
Detail, 26. April 2009
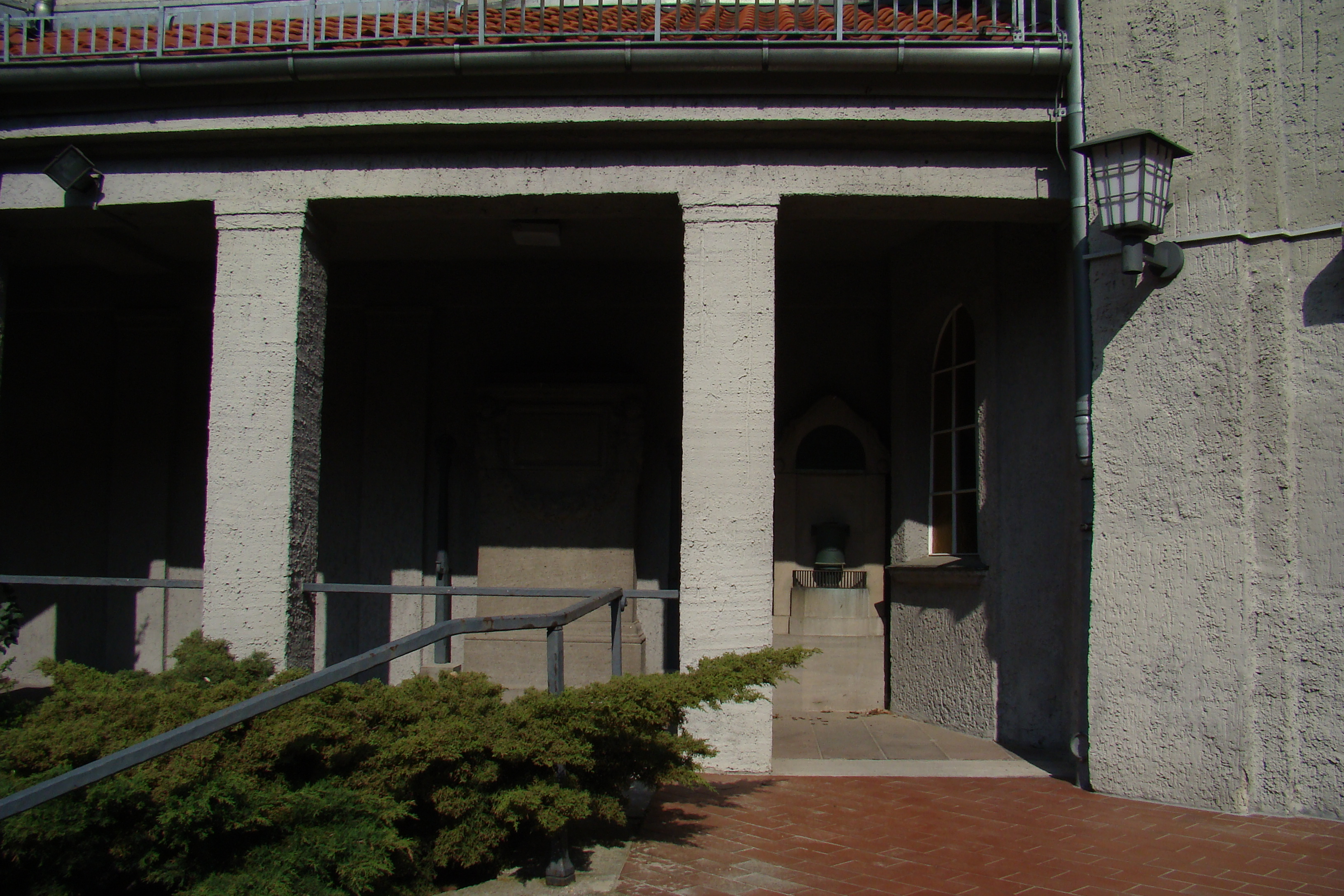
12. April 2009
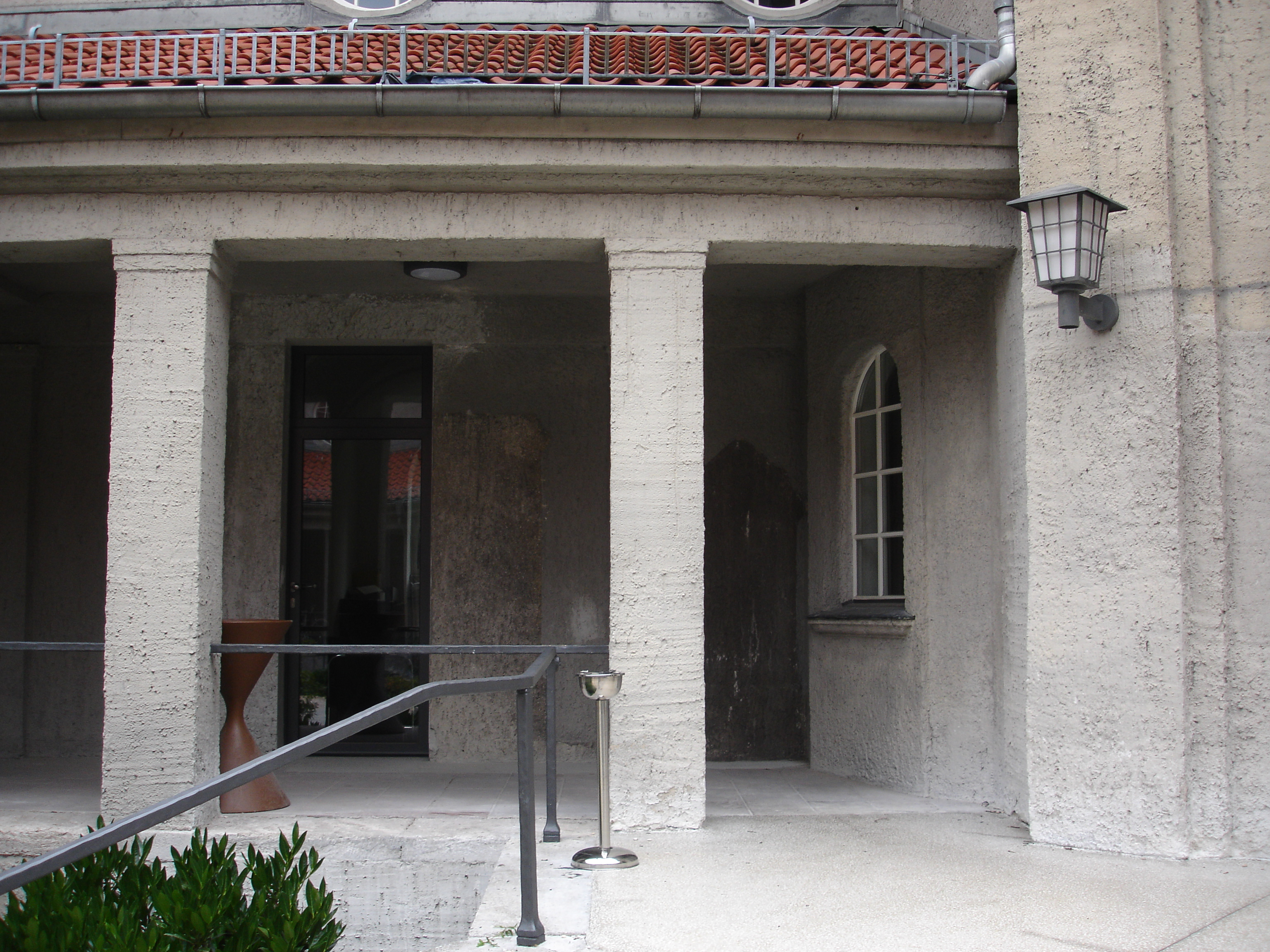
22. Juni 2015

## Bauten und Entwürfe (Auswahl)
- 1904: Marmorbad auf der Kunstausstellung der „Neuen Gruppe Berlin“[4]
- 1906: Umbau eines Casinos zu den Kammerspielen des Deutschen Theaters in Berlin[9][1]
- 1908–1909: Villa für Oscar Troplowitz in Hamburg, Agnesstraße 1[9]
- 1909–1910: Krematorium in Berlin-Wedding, Gerichtstraße 37/38[9][7]
- 1909–1910: Krematorium in Dessau[10]
- 1910: Wettbewerbsentwurf für ein Bismarck-Nationaldenkmal auf der Elisenhöhe bei Bingerbrück (nicht prämiert)[11]
- 1911: Entwurf für einen Umbau des Hotels „Breidenbacher Hof“ in Düsseldorf[9]
- vor 1912: Wohnhaus-Umbau für den Fürsten Hatzfeld in Berlin[9]
- vor 1912: Wohnhaus für Regierungsrat Dr. Moll in Berlin-Zehlendorf[9]
- vor 1912: Jagdschloss für Fritz von Friedlaender-Fuld in Groß-Gorschütz (Oberschlesien)[9][12]
- vor 1912: Büro- und Geschäftshaus der Verlagsbuchhandlung Julius Springer in Berlin, Linkstraße 23/24[9]
- vor 1912: Zossener Brücke über den Landwehrkanal in Berlin-Kreuzberg, zwischen Zossener Straße und Alte Jakobstraße[9]
- vor 1912: Jagdhaus für Prinz Adolf zu Hohenlohe-Ingelfingen bei Koschentin[9][12]
- vor 1912: Halle für Fürst Lichnowsky im Schloss Kuchelna[9]
- vor 1912: Halle im Schloss Walburg[9]
- vor 1913: Landhaus für Generaldirektor Wachsmann auf Emmagrube (Oberschlesien)[12]
- vor 1913: Grabmal Kannengießer in Prenzlau[9][12]